# Saint-Mamet-la-Salvetat
Saint-Mamet-la-Salvetat település Franciaországban, Cantal megyében. Lakosainak száma 1537 fő (2022. január 1.). Saint-Mamet-la-Salvetat Boisset, Cayrols, Lacapelle-Viescamp, Marcolès, Omps, Roannes-Saint-Mary, Sansac-de-Marmiesse, Vitrac, Ytrac és Le Rouget-Pers községekkel határos.

## Népesség
A település népessége az elmúlt években az alábbi módon változott:
| Lakosok száma | 1153 | 1236 | 1327 | 1394 | 1559 | 1529 | 1550 | 1548 | 1546 | 1537 |
|               | 1968 | 1982 | 1990 | 2006 | 2013 | 2015 | 2017 | 2019 | 2020 | 2022 |